# نکرولوگ باخ
نکرولوگ نامی است که معمولاً در مراسم ترحیم یوهان سباستین باخ، که چهار سال پس از مرگ این آهنگساز منتشر شد، به آن اشاره می‌شود.

## انتشار
«نکرولوگ» در کتاب کتابخانه موسیقی اثر لورنز کریستوف میزلر ظاهر شد، مجموعه‌ای از نشریات که از ۱۷۳۶تا ۱۷۵۴ و در مورد موسیقی و نقد موسیقی منتشر می‌شد. به این ترتیب، این ارگان انجمن موسیقی میزلر بود که باخ از سال ۱۷۴۷عضو آن بود. "Nekrolog" باخ در آخرین قسمت خود، جلد ۴، قسمت ۱ در سال ۱۷۵۴، به عنوان سومین آگهی ترحیم از سه مرگ اعضای سابق انجمن موسیقی منتشر شد. اگرچه هیچ نویسنده ای در مقاله ذکر نشده است، نویسندگان آن کارل فیلیپ امانوئل ، پسر باخ، و یوهان فردریش آگریکولا ، یکی از شاگردان باخ هستند .   

## محتوا
«نکرولوگ» حاوی داده‌های پایه درباره خانواده باخ و محل زندگی او، فهرستی از آهنگ‌ها، و چند صحنه به تفصیل است، به ویژه اینکه باخ جوان مخفیانه آهنگی متعلق به برادر بزرگش را کپی می‌کند، داستانی در مورد یک مسابقه موسیقی که باخ «برنده» شد. فرار رقیب او از شهر، و دیدار فردریک کبیر در کاخ سانسوسی در سال‌های آخر عمرش. آخرین صفحات "نکرولوگ" شامل شعرهایی به یاد این آهنگساز است.

### اجداد و نوازندگان در خانواده باخ
«نکرولوگ» با ردیابی برخی از اجداد باخ، فهرستی از آهنگسازان قبلی خانواده باخ، و تشریح آثار آنها آغازمی شود.

### آیزناخ – اوردروف – لونبورگ
شرحی از اوایل جوانی باخ در آیزناخ، اقامت با برادر بزرگش یوهان کریستف در اوردروف پس از مرگ والدینشان، و دوره ای که او دانش آموز و خواننده‌ای در لونبورگ بود را دنبال می کند..
بیش از یک صفحه به قسمت نسخه برداری مخفیانه دست نوشته برادرش اختصاص داده شده است. به گزارش "نکرولوگ"، باخ پس از مرگ برادرش به لونبورگ رفت. با این حال، تحقیقات بعدی نشان داد که یوهان کریستوف حداقل ۲۰ سال دیگر زندگی کرده است.

### ۱۷۰۳-۱۷۲۳
باخ بعدی تا اولین مقام های خود به عنوان یک موسیقیدان دنبال می شود (ص.162-166). باز هم حکایتی وجود دارد که در بیش از یک صفحه شرح داده شده است: رقابت شکست خوردن از لوئیس مارچاند در درسدن، در حالی که لویی مارچند در اوایل صبح روزی که مسابقه برنامه ریزی شده بود شهر را ترک کرده بود (ص.163-165).

### لایپزیگ
شرح آخرین جایگاه باخ به عنوان توماسکانتور نسبتاً کوتاه است و بیشتر توجهات به بازدید او از پوتسدام در سال ۱۷۴۷ و مرگ اودر سال ۱۷۵۰معطوف شد (ص.166-167).

### فهرست آثار
فهرستی از تصنیف‌های چاپ‌شده در طول زندگی این آهنگساز را دنبال می‌کند، که با این حال کانتات(های) چاپ شده در مولهاوزن و آهنگ‌ها و آریاهای چاپ شده در Gesangbuch Schemelli را جاانداخته است (ص167-168). فهرست آثار منتشرنشده که در ادامه می‌آید به جز جزئیات است (ص.168-169)، و به نظر می رسد در اعداد اغراق شده است و/یا نشان می دهد که تعداد زیادی از ساخته های باخ گم شده اند.

### ازدواج و فرزندان
پاراگراف های بعدی به دو ازدواج باخ و فرزندانش اختصاص دارد (ص.169-170).

### اهمیت به عنوان آهنگساز
روایت «نکرولوگ» با طرحی از باخ به‌عنوان یک موسیقی‌دان و اهمیت او به‌عنوان آهنگساز به پایان می‌رسد و در آخرین پاراگراف آن، چند جمله در مورد شخصیت آهنگساز آمده است (ص.170-173).

### شعر
به عنوان پایانی برای نکرولوگ شامل شعری به یاد باخ است.

## پذیرش
"نکرولوگ" نقش تعیین کننده ای برای زندگینامه این آهنگساز که پس از آن نوشته شده بود، داشت. فیلیپ اسپیتا در مقدمه ای بر زندگی نامه اصولی خود در قرن نوزدهم از یوهان سباستین باخ، از «نکرولوگ» به عنوان یکی از معدود زندگینامه‌های فدیمی که به آن اعتماد دارد نام می برد.  حتی در قرن بیستم زندگی نامه نویسان باخ از "Nekrolog" به عنوان منبع مستقیم کار خود نام می‌برند. 
ترجمه انگلیسی "Nekrolog" در The New Bach Reader گنجانده شده است. 

## لینک های خارجی
- پیتر باخ. The Necrology / درگذشت 1750 در مورد یوهان سباستین باخ در www.bachonbach.com